# Scarab Bluff
Das Scarab Bluff ist ein Kliff an der Ostküste der westantarktischen Alexander-I.-Insel. Es liegt nördlich des Giza Peak und überragt die Fossil-Bluff-Station. Das Plateau auf dem Kliff enthält einen Schmelzwassertümpel, der als Biotop für biologische Untersuchungen ausgewiesen ist.
Das UK Antarctic Place-Names Committee benannte das Kliff am 2. Dezember 1993 in Anlehnung an die Benennung weiterer Objekte in der Umgebung, die nach Stereotypen für das Alte Ägypten benannt sind. Namensgeber ist der Heilige Pillendreher (Scarabaeus sacer), das Symbol für die Auferstehung und für den Kreislauf der Sonne (siehe Skarabäus).